# 求吉玛乡
求吉玛乡，是中华人民共和国四川省阿坝藏族羌族自治州阿坝县下辖的一个乡。

## 行政区划
求吉玛乡下辖以下地区：
求吉玛村、夏坤玛村和索日玛村。